# Nova Marilândia
Nova Marilândia – miasto i gmina w Brazylii, w stanie Mato Grosso.